# Alfred Mouillard
Alfred-François Mouillard né le 11 avril 1831 à Paris, où il est mort dans le 10e arrondissement le 7 novembre 1906, est un peintre français.

## Biographie
Fils d'Abel Napoléon Mouillard et d'Élisa Adèle Marié, Alfred Mouillard est le frère aîné du peintre Lucien Mouillard (1841-1924).
Élève de François Dubois et d'Horace Vernet, il expose au Salon de 1861 à 1868. On lui doit plusieurs sujets historiques dont Nuit du 27 au 28 juillet 1794, arrestation de Robespierre à l'hôtel de ville de Paris et Robespierre va à la Guillotine, insulté par ceux qui l'acclamaient la veille.
Il est aussi l'auteur d'œuvres orientalistes comme Musique à la médina.
Ami depuis sa jeunesse et cousin éloigné de l'auteur dramatique Victorien Sardou, il réalise de lui un portrait en 1854.

## Œuvres

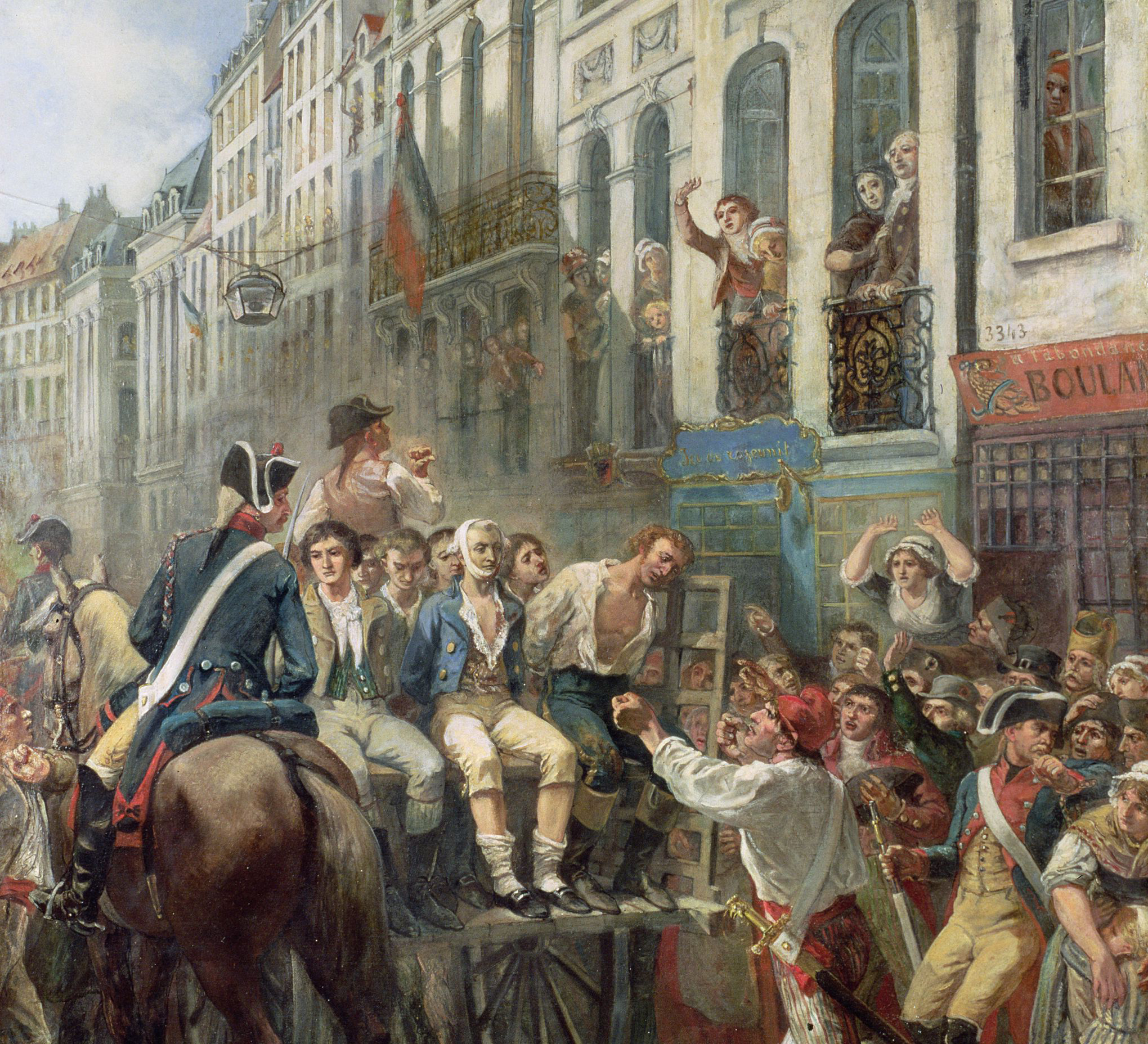
Alfred Mouillard :Robespierre et Saint-Just partant à la guillotine (version recadrée du tableau).

- Robespierre et Saint-Just partant à la guillotine.
- Mort du général Espinasse, à Magenta[6], 1861.
- Luther, tenant sur ses genoux son fils, lui parle de Dieu[7], 1863.
- Entrée de l’armée française à Pékin, 1863.
- Charles Ier apercevant la hache de l'exécuteur, la frappe de sa canne et dit “Je ne te crains pas” – 20 janvier 1649[8], 1865.
- La mort du poète allemand Th. Kœrner, au combat près Danneberg (août 1813)[9], 1865.
- Mort du pape Alexandre Borgia[10], 1867.
- Arrestation de Robespierre le 10 thermidor[11], 1868.
- Musique à la Médina, vers 1880.